# Citrus assamensis
Citrus assamensis är en vinruteväxtart som beskrevs av Dutta & Bhattacharya. Citrus assamensis ingår i släktet citrusar, och familjen vinruteväxter. Inga underarter finns listade i Catalogue of Life.